# مارکو مانهاردت
مارکو مانهاردت (انگلیسی: Marco Mannhardt؛ زادهٔ ۴ ژوئیهٔ ۲۰۰۲) بازیکن فوتبال اهل آلمان است.